# 2019 en philosophie
Chronologie de la philosophie
- 2015
- 2016
- 2017
- 2018
- 2019
- 2020
- 2021
- 2022
- 2023

L'année 2019 a connu, en matière de philosophie, les faits suivants. 

## Naissances et décès
- Naissances

- Décès
  - 12 janvier : Takeshi Umehara, philosophe japonais, né en 1925, mort à 93 ans.
  - 18 janvier : Etienne Vermeersch, philosophe belge, né en 1934, mort à 84 ans.

## Publications
- Sagesse, de Michel Onfray.